# Battersea Power Station
Battersea Power Station er et nu nedlagt kulfyret elektricitetsværk beliggende i Battersea i bydelen Wandsworth i London, Storbritannien. Første del af værket blev opført i 1929, og det blev lukket i 1983. Oprindeligt havde værket en kapacitet på 105 MW, hvilket var det største i Europa. Efter 2. verdenskrig blev det udvidet til at kunne producere omkring 500 MW.
Værket er den største murstensbygning i Europa og er kendt for sit interiør og dekorationer i art deco-stil. Battersea Power Station er også kendt i kulturen; i 1965 optrådte den i The Beatles-filmen Help! og i 1977 på coveret af Pink Floyds album Animals.
Siden lukningnen af værket er flere planer for udvikling af området slået fejl. 
51°28′52″N 0°8′40″V / 51.48111°N 0.14444°V